# 권서안남국사
권서안남국사(權署安南國事)는 후 레 왕조의 군주가 명나라로부터 외교상 봉해진 칭호였다.

## 배경
1428년 후 레 태조가 명나라를 물리치고 스스로 황제에 올라 후 레조를 건국한 후, 명나라에 사신을 보내어 자신을 국왕에 책봉해 줄 것을 건의하였지만 명나라에서는 왕이 아닌 ｢권서안남국사｣(임시로 나랏일을 보는 자리)에 봉하는데에 그쳤다.

## 역대 권서국사
- 후 레 태조, 1428-1434

## 같이 보기
- 권지고려국사
- 안남도통사- 1540년 막 왕조의 막 태조, 1599년 후 레 세종의 명목상 칭호.
- 안남국왕